# Oli London
Oli London est une personnalité Internet et un chanteur anglais, surtout connue pour avoir subi plus d’une dizaine d’opérations chirurgicales pour ressembler à Park Ji-min, un membre du groupe K-pop BTS et devenir ethniquement un Coréen.

## Biographie

### Jeunesse
Oli London est né le 14 janvier 1990 en Angleterre. L'intérêt d'Oli pour la Corée du Sud et la culture coréenne débute dans sa jeunesse. Après avoir voulu travailler à l'étranger, il a découvert que le gouvernement de la Corée du Sud accueillait des étrangers pour enseigner la langue anglaise. London a donc déménagé en Corée du Sud pour travailler en tant que professeur d'anglais en 2013. Là-bas, le jeune britannique a travaillé sur l'île de Jeju, et après avoir été exposés à la culture coréenne (y compris la K-pop), il explique être « tombé amoureux du pays ».
Après son voyage en Corée, entre 2013 et 2021, Oli London a dépensé plus de 200.000 dollars (environ 168.000 euros) en opérations de chirurgie esthétique et a subi dix-huit opérations de chirurgie plastique, notamment une rhinoplastie, un remplissage des lèvres, une blépharoplastie et une génioplastie. 

### Carrière
Oli London est un influenceur des réseaux sociaux, suivi par 1 000 000 personnes sur le réseau social TikTok et 46 700 sur Twitter, sa communauté rassemble surtout des fans de K-pop, une musique coréenne appréciée dans le monde entier. Lui-même est fan du groupe BTS, et en particulier d’un de ses membres : Jimin. 
Le premier single de London, Perfection, sort le 3 février 2019. Perfection a reçu un accueil négatif, le consensus étant que London a surutilisé l'Auto-Tune et que London était blanc, mais essayait de devenir asiatique. 

## Vie privée

### Problèmes d'identité
Oli London se définit ethniquement comme un Coréen et non-binaire. Il l'explique notamment dans une vidéo  YouTube : Being KOREAN,. et a demandé à ses abonnés que les pronoms « they/them », le nom Jimin et l'adjectif « coréen » soient utilisés pour l'identifier,,. 
Le changement d'apparence de London relance le débat sur le transracialisme et rappelle le cas de Rachel Dolezal,. 
La « transition raciale » de London déclenche de nombreuses réactions critiques sur les réseaux sociaux, dont celle de l'acteur Lee Kang-min (en), de la part de militants de gauche[source insuffisante] (les Blancs de gauche, selon lui) et le soutien de personnes et médias de droite et d'extrême droite[source insuffisante],,. 
Néanmoins, le 15 octobre 2022, il déclare au média d'infodivertissement américain E! qu'il détransitionnait pour redevenir un homme, et a mis à jour sa bio Instagram pour indiquer qu'il utilise les pronoms  « He (il)/Him (lui) ».

### Vie privée
De 2018 à 2020, Oli London est en couple avec l'actrice pornographique parisienne Angélique Morgan, qui partage son amour de la chirurgie plastique et de Jimin. Morgan a déclaré qu'elle pensait que London et elle étaient des âmes sœurs et a révélé qu'ils vivaient une relation ouverte[réf. nécessaire].
En 2020, Oli London épouse une figurine en carton de son idole, Jimin, à Las Vegas,,. 
En novembre 2022, London annonce sa conversion au catholicisme. 

## Discographie

### Singles
- Perfection (2019)
- Butterfly (2019)
- Heart of Korea (2019)
- Last Christmas (2019)
- Mirror Mirror (2020)
- Koreaboo (2021)
- Diss Track (2021)
- Plastic Is Fantastic (2021)

## Filmographie

### Acteur
En 2020, Oli London tourne dans le film Gangnam Beauty de l'artiste Yan Tomaszewski, produit par le Fresnoy. Le film a été notamment sélectionné à IDFA et présenté au Centre Pompidou en 2021[réf. nécessaire].